# Лукан Юрій Георгійович
Юрій Георгійович Лукан (нар. 8 грудня 1935, с. Гряцка, нині Сучавський повіт, Румунія — пом. 9 грудня 2001, м. Сучава, Румунія) — український письменник у Румунії.

## Життєпис
Юрій Лукан народився 8 грудня 1935 року в селі Калинешти-Єнаке, нині Сучавського повіту в Румунії. Після закінчення школи з 1955 по 1960 роки вивчав українську мову на філологічному факультеті Бухарестського університету. Почав писати перші літературні твори за наполяганням українського письменника і літературного критика Михайла Михайлюка, який розгледів у ньому талант цікавого оповідача з тонким почуттям гумору.
Довгий час обіймав посаду голови Буковинського Крайового Союзу Українців Румунії. Також, Юрій Лукан працював інспектором в Міністерстві освіти для української меншини Румунії. На цій посаді він сприяв відкриттю українських шкіл не лише на Буковині, але і по всій Румунії. Окрім того, керував молодіжним художнім гуртком і мандолінним оркестром в Сучаві.

## Творчість
Юрій Лукан — автор романів «Терези» (1979), «Не тяжко крука вбити» (1982) та «Банальні ночі» (1985) Це своєрідна трилогія про українське село Південної Буковини. В основу сюжету аватором покладено події від 1940-х — до початку 1970-х років. Він сам був свідком і учасником цих подій. У 1982 році в альманасі «Обрії» в Бухаресті, опублікував сатирично-гумористичне оповідання «Судьба — не мачуха». Лише в рукописах залишився історичний роман «Обірваний поєдинок», що не було надруковано. Головний герой твору — Тиміш Хмельницький.
Окрім літературної творчості Юрій Лукан відомий як самодіяльний композитор, музикант та диригент. Разом із Іваном Лібером у 1972 році уклав «Збірник пісень» для 1–10-го класів. До нього увійшли і його власні пісні. Усі зазначені твори опубліковано письменником у Бухаресті.